# Prydz Bay
Die Prydz Bay (norwegisch Olaf Prydz Bukt, auch bekannt als Olaf-Prydz-Fjord) ist eine über 150 km tiefe Bucht zwischen der Lars-Christensen- und der Ingrid-Christensen-Küste in Ostantarktika. Sie ist zu einem Großteil durch das Amery-Schelfeis besetzt. In ihr Kopfende mündet unter anderen der Lambertgletscher, der größte Gletscher der Erde. Die russische Progress-Station liegt in den Larsemann Hills am Ufer der Bucht.
Norwegische Walfänger und Teilnehmer der British Australian and New Zealand Antarctic Research Expedition (BANZARE, 1929–1931) unter der Leitung des australischen Polarforschers Douglas Mawson entdeckten zwischen Januar und Februar 1931 Teilbereiche der Bucht. Im Februar 1935 wurde sie vom norwegischen Walfängerkapitän Klarius Mikkelsen (1887–1941) mit der Thorshavn erkundet. Erste Luftaufnahmen entstanden bei der norwegischen Lars-Christensen-Expedition 1936/37. Diese dienten norwegischen Kartographen im Jahr 1946 einer ersten Kartierung. Benannt ist die Bucht nach Olaf Petter Blankenborg Prydz (1882–1951), dem Leiter der Hvalfangernes Assuranceforening (Walfängerversicherung) im norwegischen Sandefjord.